# 5771 Somerville
5771 Somerville (1987 ST1) là một tiểu hành tinh vành đai chính được phát hiện ngày 21 tháng 9 năm 1987 bởi E. Bowell ở Flagstaff.